# セバスティアーノ・リッチ
セバスティアーノ・リッチ（Sebastiano Ricci、1659年8月1日（洗礼日）- 1734年5月15日）は、イタリアの画家である。美術史においてバロック様式からロココ様式に代わる時期の画家である。宗教画や神話を題材にした作品を描いた。

## 略歴
現在のヴェネト州のベッルーノで生まれた。14歳でヴェネツィアに移りフェデリコ・チェルヴェッリ（Federico Cervelli:1638-1700）という画家の弟子になった 。妊娠させた女性を毒殺しようとしたとして投獄され有力者の支援で釈放され、ボローニャに移り、1682年にボローニャの礼拝堂の装飾画を描いた。1685年から、パルマ近郊やパルマの修道院で装飾画を描いた。1691年からはローマに移り、ローマではピエトロ・ダ・コルトーナ（1596-1669）やジョヴァンニ・ランフランコ（1582-1647）、アンドレア・ポッツォ（1642-1709）、ルカ・ジョルダーノ（1634-1705）といった画家たちの作品から影響受けた。1692年にフランスの宮廷からの依頼で、ラファエロの作品の模写も制作し、1694年にパトロンのパロマ公ラヌッチョ2世・ファルネーゼが亡くなると、ミラノに移り、サン・ベルナルディーノ・アッレ・オッサ教会(Chiesa di San Bernardino alle Ossa)の納骨堂礼拝堂の装飾画を描いた。その後パヴィアやモンツァでも働き、1698年ころにヴェネツィアに戻ったが、ウィーン（1702年）やフィレンツェ（1706年-1707年）でも働いた。
1711年頃、リッチは弟子であり、しばしば共作もした甥のマルコ・リッチ（1676- 1730）と共にイギリスへ渡り、二人はそこで1716年まで滞在し、いくつかの注文を受けた。1716年にパリ経由してヴェネツィアに戻り、パリでは二人は王立絵画彫刻アカデミーの会員に選ばれた。ヴェネツィアに戻った後も様々な有力者から注文を受けて働き、1734年にヴェネツィアで亡くなった。

## 作品

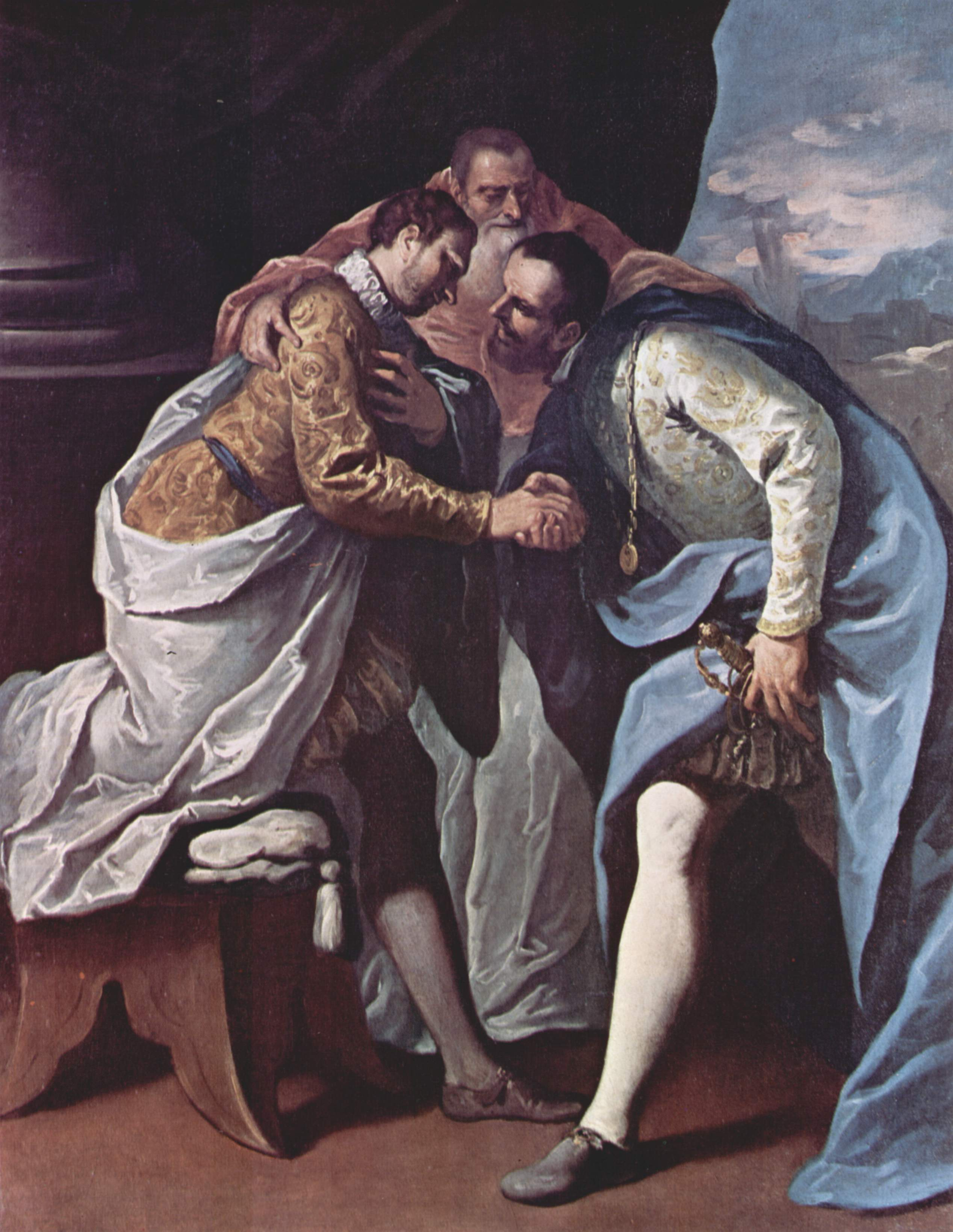
パウルス3世の前で握手するフランソワ1世とカール5世（1687） Musei civici di Piacenza
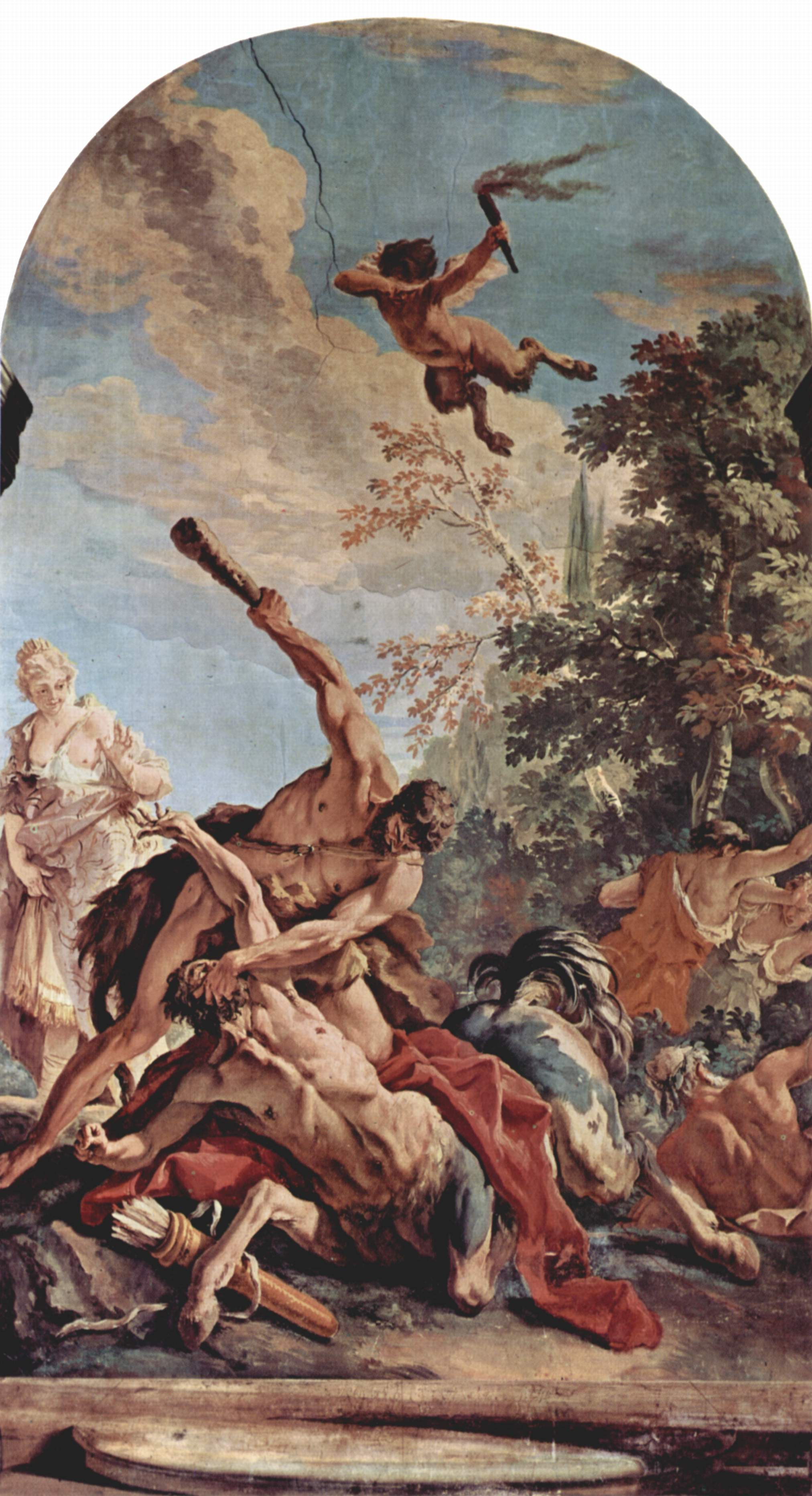
フィレンツェのフェンツィ宮殿（Palazzo Fenzi）の装飾画(1707)
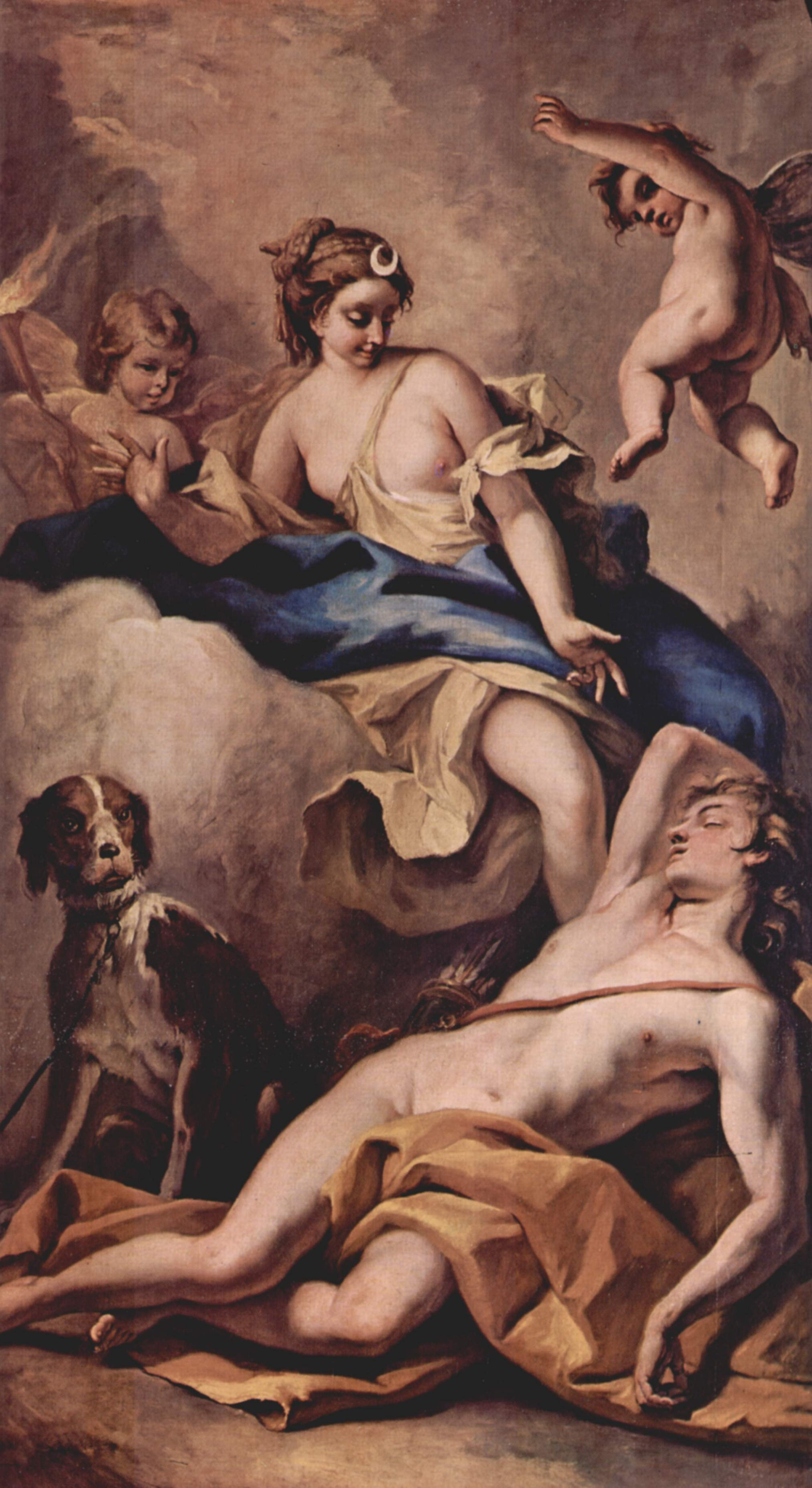
セレネとエンデュミオン(c.1713) チジック・ハウス
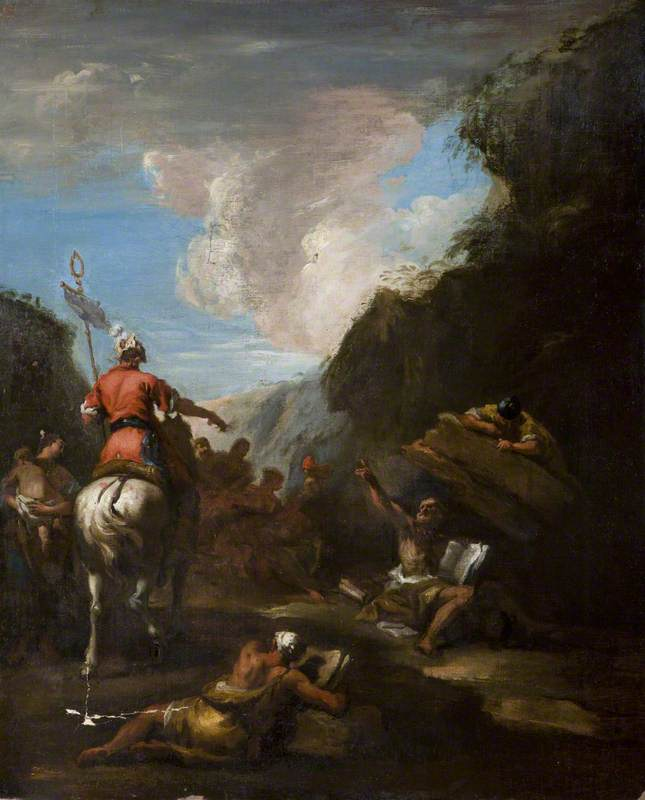
アルキメデスとヒエロン2世 (1720/1730)

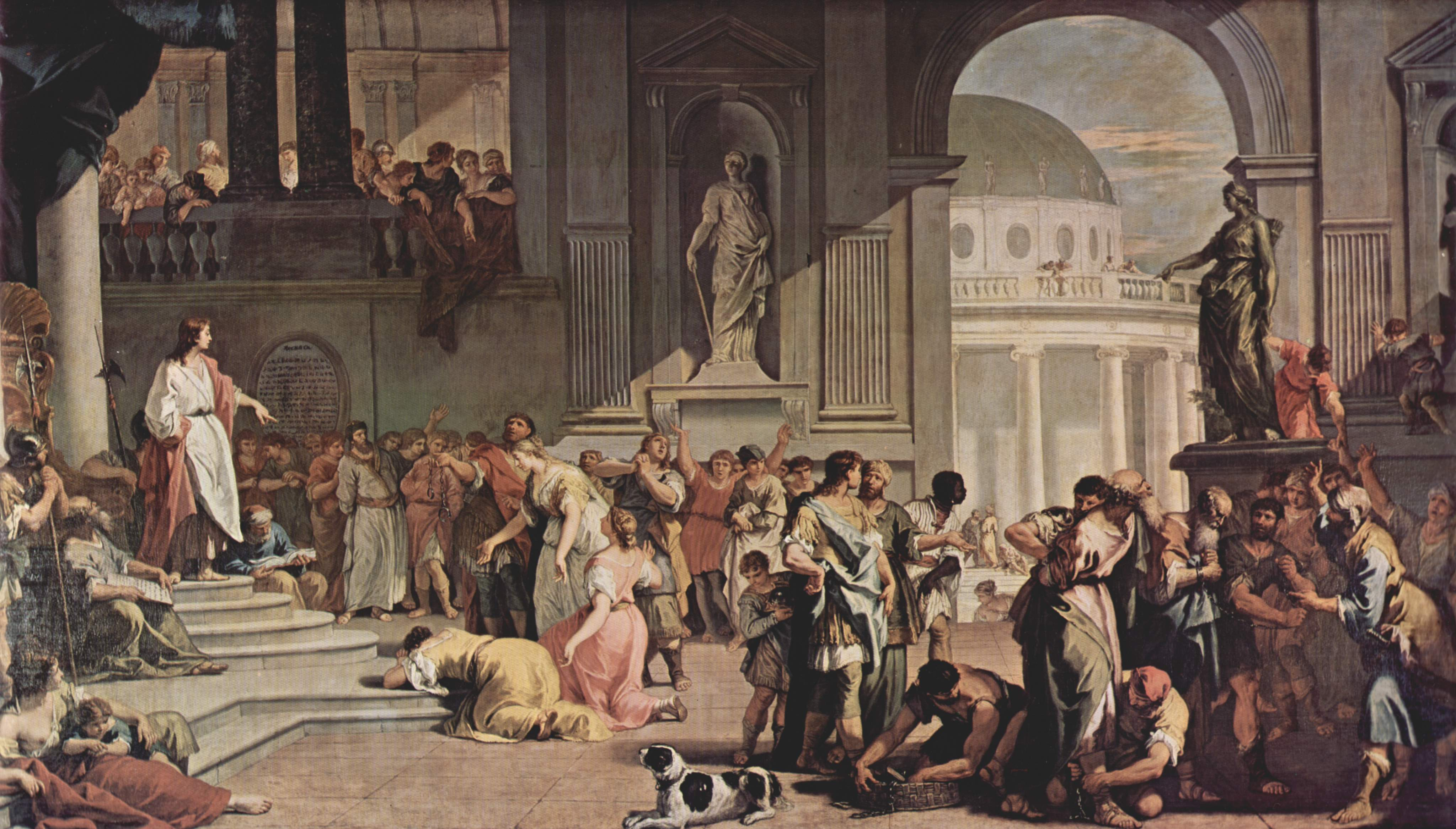
スザンナと預言者ダニエル (1725/1726) サバウダ美術館
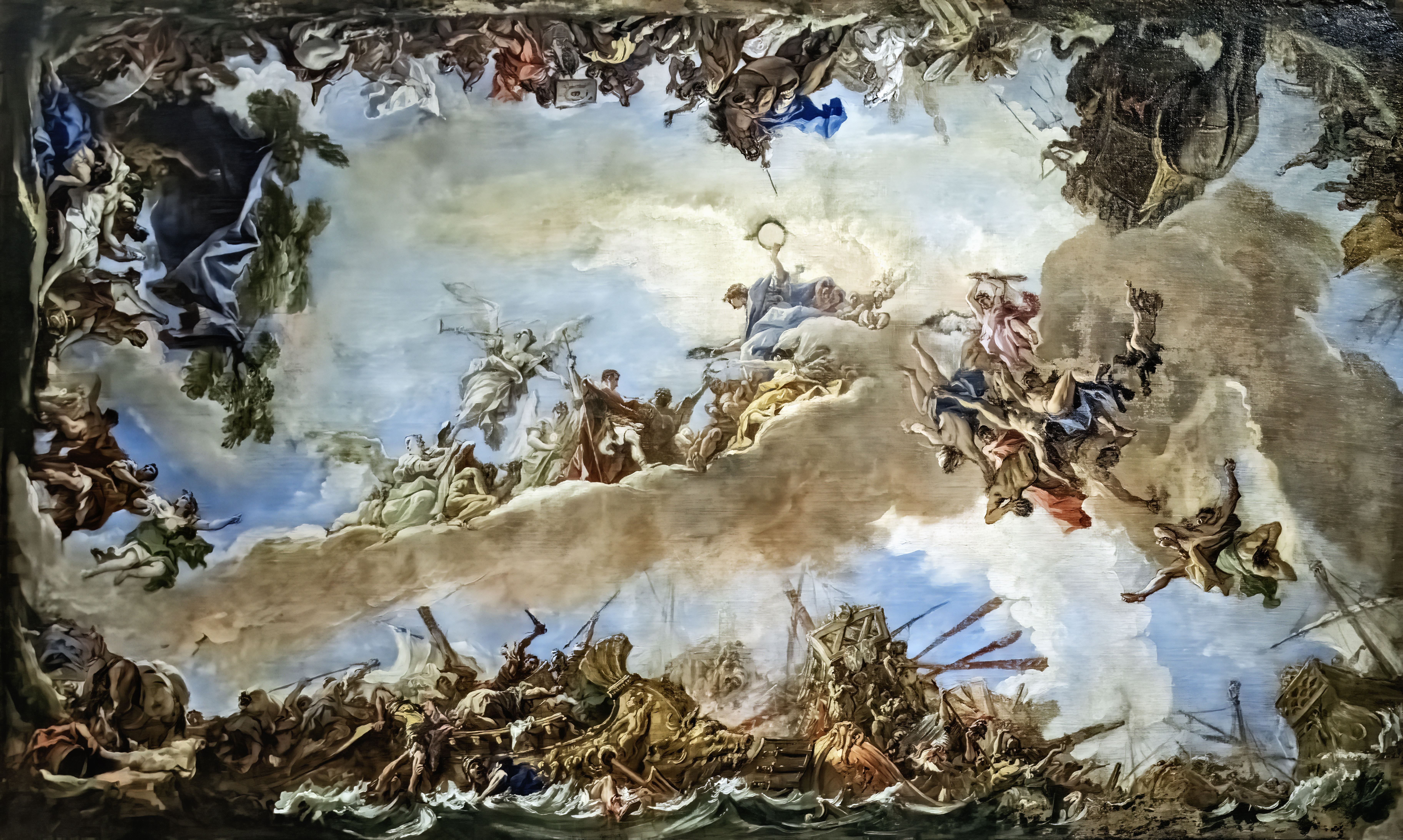
皇帝ヨーゼフ1世の栄光 Complesso di santa Caterina
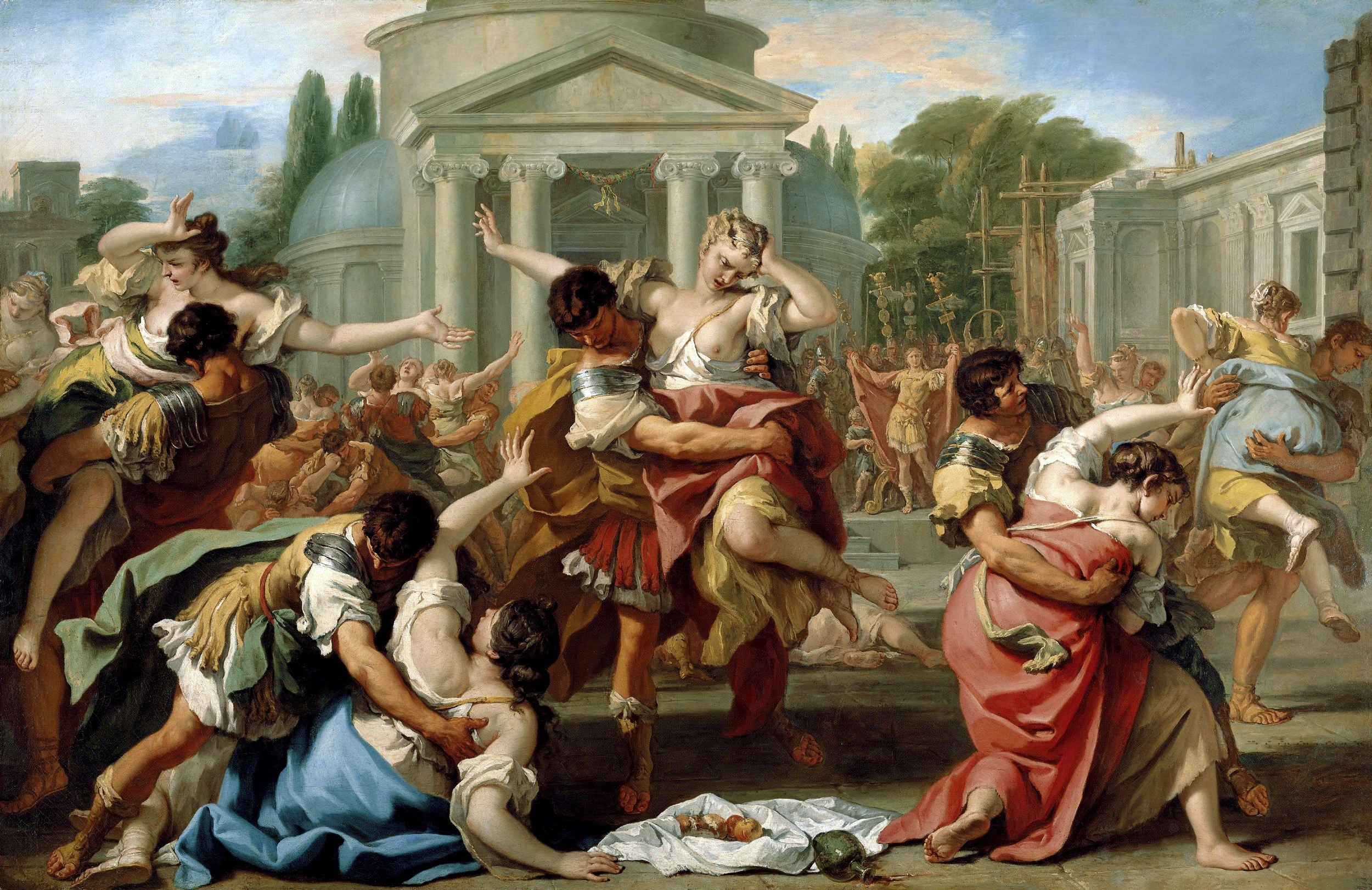
サビニの女たちの掠奪 (1702/1703)